# Saint-Nolff
Saint-Nolff (tiếng Breton: Sant-Nolf) là một xã ở tỉnh Morbihan trong vùng Bretagne tây bắc Pháp. Xã này có diện tích 25,92 km², dân số năm 1999 là 3300 người. Khu vực này có độ cao từ 19-147 mét trên mực nước biển.
Cư dân của Saint-Nolff danh xưng trong tiếng Pháp là Nolfféens.

## Thành phố kết nghĩa
- Pedrajas de San Esteban, Tây Ban Nha (1991)